# Maria Luisa Galli
Maria Luisa Galli (Inverigo, 6 agosto 1930 – Orta San Giulio, 19 dicembre 2019) è stata una politica italiana.

## Biografia
Fu eletta alla Camera nella lista dei Radicali.
Morì il 19 dicembre 2019 nell'abbazia benedettina Mater Ecclesiae, consacrata da 32 anni, di Orta San Giulio.